# The Catbird Seat
The Catbird Seat (El asiento de pájaro gato gris) es un cuento del año 1942 por James Thurber. El cuento fue publicado en The New Yorker el 14 de noviembre de 1942 y fue también publicado en la antología de 1945 A Thurber Carnival.

## Trama
El protagonista es el Sr. Martin, un empleado meticuloso, asiduo, y sin vicios de la compañía F&S, y sus hábitos fueron alabadas una vez públicamente por el Sr. Fitweiler, "la F de F&S". La Sra. Ulgine Barrows, una mujer indisciplinada y oportunista, aficionada de los Dodgers de Brooklyn, y usuaria de jerga que intimida a Martin.
En el fondo, Barrows quiere reorganizar el departamento archival que es precioso para Martin. Al principio, Martin no puede soportar los cambios y sobrelleva la situación al planear un método para "limpiar a" la Sra. Barrows. Al final, decide que hace como si ella se hubiera vuelto loca.

## En cultura popular
El Oxford English Dictionary atribuye a este cuento el primer uso documentado de la frase catbird seat. A la Sra. Barrows le gusta emplear la frase. Otro personaje, Joey Hart, explica que la Sra. Barrows tuvo que haber tomado la frase del presentador de béisbol Red Barber y que para Barber, "sentando en el catbird seat" significa "'en una buena posición', como un bateador con tres pelotas y cero strikes".

## Adaptación de cine
La película de 1960 The Battle of the Sexes se basa en el cuento.